# Gabri Izquier
Gabriel Izquier Artiles, detto Gabri (Las Palmas de Gran Canaria, 29 aprile 1993), è un calciatore spagnolo, difensore svincolato.

## Carriera
Cresciuto nel settore giovanile del Maiorca, esordisce in prima squadra il 7 giugno 2015, disputando l'incontro di Segunda División perso per 2-0 contro il Mirandés. Negli anni seguenti gioca principalmente nella Segunda División B (ad eccezione di una breve parentesi al Villa de Santa Brígida in Tercera División). Nel 2019 viene acquistato dai maltesi dell'Hibernians, con cui debutta anche nelle competizioni UEFA per club.

## Statistiche

### Presenze e reti nei club
Statistiche aggiornate al 5 agosto 2022.
| Stagione        | Squadra                | Campionato      | Campionato | Campionato | Coppe nazionali | Coppe nazionali | Coppe nazionali | Coppe continentali | Coppe continentali | Coppe continentali | Altre coppe | Altre coppe | Altre coppe | Totale | Totale |
| Stagione        | Squadra                | Comp            | Pres       | Reti       | Comp            | Pres            | Reti            | Comp               | Pres               | Reti               | Comp        | Pres        | Reti        | Pres   | Reti   |
| --------------- | ---------------------- | --------------- | ---------- | ---------- | --------------- | --------------- | --------------- | ------------------ | ------------------ | ------------------ | ----------- | ----------- | ----------- | ------ | ------ |
| 2014-2015       | Maiorca                | SD              | 1          | 0          | CR              | -               | -               |                    | -                  | -                  |             | -           | -           | 1      | 0      |
| 2015-2016       | Barakaldo              | SDB             | 34         | 2          | CR              | 3               | 0               |                    | -                  | -                  |             | -           | -           | 37     | 2      |
| 2016-feb. 2017  | Levante B              | SDB             | 10         | 1          |                 | -               | -               |                    | -                  | -                  |             | -           | -           | 10     | 1      |
| feb.-giu. 2017  | Barakaldo              | SDB             | 12         | 2          | CR              | -               | -               |                    | -                  | -                  |             | -           | -           | 12     | 2      |
| 2017-2018       | Badajoz                | SDB             | 19         | 0          |                 | -               | -               |                    | -                  | -                  |             | -           | -           | 19     | 0      |
| 2018-gen. 2019  | Villa de Santa Brígida | TD              | 14         | 0          |                 | -               | -               |                    | -                  | -                  |             | -           | -           | 14     | 0      |
| gen.-giu. 2019  | Teruel                 | SDB             | 7          | 0          | CR              | -               | -               |                    | -                  | -                  |             | -           | -           | 7      | 0      |
| 2019-2020       | Hibernians             | PL              | 20         | 0          | CM              | 2               | 0               | UEL                | 0                  | 0                  |             | -           | -           | 22     | 0      |
| 2020-2021       | Hibernians             | PL              | 21         | 1          | CM              | 2               | 0               | UEL                | 2                  | 0                  |             | -           | -           | 25     | 1      |
| 2021-2022       | Hibernians             | PL              | 26         | 2          | CM              | 3               | 0               | UCL+UECL           | 0                  | 0                  |             | -           | -           | 29     | 2      |
| 2022-2023       | Hibernians             | PL              | 0          | 0          | CM              | 0               | 0               | UCL+UECL           | 2+3                | 0                  |             | -           | -           | 5      | 0      |
| Totale carriera | Totale carriera        | Totale carriera | 164        | 8          |                 | 10              | 0               |                    | 7                  | 0                  |             | -           | -           | 181    | 8      |

## Palmarès

### Club

#### Competizioni nazionali
- Campionato maltese: 1

Hibernians: 2021-2022